# Renata Gleinert
Renata Gleinert (ur. 14 maja 1938 w Bydgoszczy, zm. 19 lutego 2009 w Gdańsku) – polska pianistka, kompozytorka, pedagog.

## Życiorys
Urodziła się w rodzinie Brunona Gleinerta, wiolonczelisty, i Elżbiety z Kosznickich, skrzypaczki, którzy byli koncertmistrzami w orkiestrze Towarzystwa Muzycznego w Wolnym Mieście Gdańsku pod kierunkiem prof. Kazimierza Wiłkomirskiego. Naukę gry na fortepianie rozpoczęła w Szkole Muzycznej I stopnia u prof. Stanisława Bielickiego. Grała również na skrzypcach u prof. Stefana Hermana. Ukończyła studia w gdańskiej Państwowej Wyższej Szkole Muzycznej w klasie fortepianu prowadzonej przez Lucjana Galona.
W 1962 roku podjęła pracę w Państwowej Operze i Filharmonii Bałtyckiej jako korepetytorka solistów. W ciągu kilkunastu lat miała okazję pracować z tak wybitnymi dyrygentami jak Bohdan Wodiczko, Zygmunt Latoszewski i Jerzy Katlewicz. Wiele lat pracowała jako korepetytor w Chórze Akademii Medycznej, dyrektorami w tym okresie byli Tadeusz Tylewski, Leon Snarski i Ireneusz Łukaszewski. Kilkanaście lat pracowała w Wyższej Szkole Muzycznej w Gdańsku. W 1971 roku wyszła za mąż za Tadeusza Gleinerta (ur. 1945), z którym w latach 1972–1973 prowadziła klub artystyczny „Palowa” w Ratuszu Głównego Miasta. W latach 1973–1976 była kierownikiem muzycznym zespołu estradowego Marynarki Wojennej „Flotylla”, gdzie blisko współpracowała z Danutą Baduszkową przygotowując programy tego zespołu. Pracowała również w Wojskowym Liceum Muzycznym w Gdańsku.
Równie ważnym polem aktywności Renaty Gleinert była działalność pedagogiczna. W 1964 roku w klubie „Rudy Kot” z inicjatywy Macieja Popka, Eustazjusza Bonikowskigo, Renaty Gleinert, Jerzego Partyki, Jacka Ujazdowskiego i Janusza Kępy powstało Gdańskie Studio Piosenki. Zadaniem studia było umożliwienie zdolnej młodzieży zdobycie podstawowych umiejętności niezbędnych w zawodzie piosenkarza estradowego. Zajęcia prowadzili Renata Gleinert, Jerzy Partyka i Jacek Ujazdowski, a konsultacji udzielali aktorzy Teatru Wybrzeże. Pierwszymi adeptami studia, którzy zrobili karierę estradową byli: Irena Jarocka, Stefan Zach i Marian Zacharewicz. Renata Gleinert samodzielnie prowadziła studio piosenki przez kilkadziesiąt lat. Uczyli się u niej między innymi: Maryla Lerch i Grażyna Łobaszewska. Kilku zdolnych adeptów, za jej namową rozpoczęło studia wokalne w Akademiach Muzycznych i rozpoczęło karierę w dziedzinie muzyki poważnej (bas operetkowy Wojciech Ziarnik i baryton operowy Dominik Sierzputowski).
Razem z nauczaniem młodzieży sztuki wokalnej rozpoczęła działalność kompozytorską. Jej dorobek obejmuje ponad 200 piosenek wykonywanych przez znanych artystów, między innymi Danę Lerską, Marylę Lerch, Zofię Borca, Reginę Pisarek, Krystynę Giżowską, Jacka Labudę, Grażynę Łobaszewską, Piotra Janczerskiego i Bractwo Kurkowe.
Do najbardziej znanych utworów należą Wrzosy, Żal mi ptaków, Niespokojne oczy, Tam gdzie kwiaty, Ludzie morza. Większość kompozycji Renaty Gleinert związana jest z morzem i Gdańskiem, gdzie mieszkała większą część życia. Napisała również muzykę do licznych piosenek z tekstem w języku kaszubskim, głównie do słów Jana Piepki. W jej dorobku znajdują się również kolędy, z których Swiat przed Tobą klãkł (do słów Jana Rompskiego) weszła na stałe do repertuaru kaszubskich zespołów wokalnych. Za wybitne zasługi dla kultury została wyróżniona wieloma odznaczeniami i nagrodami państwowymi i regionalnymi m.in. Medalem Księcia Mściwoja II (2003).
Zmarła w Gdańsku, spoczęła na cmentarzu parafii św. Anny w Grabowie Kościerskim (sektor D-3-5).

## Nagrody
- Nagroda Miasta Gdańska w Dziedzinie Kultury „Splendor Gedanensis” (1980)[5]
- Nagroda Prezydenta Miasta Gdańska w Dziedzinie Kultury z okazji jubileuszu 40-lecia pracy twórczej (2004)[6]

## Upamiętnienie
Muzeum Piśmiennictwa i Muzyki Kaszubsko-Pomorskiej w Wejherowie od roku 2017 organizuje Ogólnopolski Konkurs Kompozytorski im. Renaty Gleinert na piosenkę (pieśń) w języku kaszubskim.